# Duje Ćaleta-Car
Duje Ćaleta-Car (Šibenik, 17. rujna 1996.) hrvatski je nogometni reprezentativac koji igra na poziciji braniča. Trenutačno igra za Real Sociedad.

## Klupska karijera
Ćaleta-Car prešao je iz Paschinga u Liefering 2014. godine. Debitirao je za prvu austrijsku ligu s Lieferingom 25. srpnja 2014. godine, protiv Floridsdorfera.

## Reprezentativna karijera
U listopadu 2015. godine, Ćaleta-Car dobio je prvi poziv da nastupi za hrvatsku nogometnu reprezentaciju, za utakmice protiv Bugarske i Malte koje su se igrale u kvalifikacijama za europsko prvenstvo u Francuskoj. Mijenjao je ozljeđenog Jozu Šimunovića. Bio je među prvih 27 igrača pozvanih za svjetsko prvenstvo, premda je izbačen iz tima, s Alenom Halilovićem i golmanom Dominikom Livakovićem.
U svibnju 2018. godine, pozvan je kao jedan od 32 igrača koji će nastupiti na svjetskom prvenstvu u Rusiji 2018. godine. Debitantni nastup za reprezentaciju odigrao je 3. lipnja, u prijateljskoj utakmici protiv Brazila, u kojoj je ušao kao zamjena Vedranu Ćorluki u 52. minuti utakmice. Prvi službeni nastup za hrvatsku nogometnu reprezentaciju odigrao je 26. lipnja protiv Islanda.

### Pogodci za reprezentaciju
| #  | Datum               | Stadion                                       | Protivnik | Gol | Rezultat | Natjecanje                    |
| -- | ------------------- | --------------------------------------------- | --------- | --- | -------- | ----------------------------- |
| 1. | 11. studenoga 2021. | Nacionalni stadion, Ta' Qali, Ta' Qali, Malta | Malta     | 0:2 | 1:7      | Kval. za Svj. prvenstvo 2022. |

## Priznanja

### Individualna
- 2018.: Odlukom Predsjednice Republike Hrvatske Kolinde Grabar-Kitarović odlikovan je Redom kneza Branimira s ogrlicom, za izniman, povijesni uspjeh hrvatske nogometne reprezentacije, osvjedočenu srčanost i požrtvovnost kojima su dokazali svoje najveće profesionalne i osobne kvalitete, vrativši vjeru u uspjeh, optimizam i pobjednički duh, ispunivši ponosom sve hrvatske navijače diljem svijeta ujedinjene u radosti pobjeda, te za iskazano zajedništvo i domoljubni ponos u promociji sporta i međunarodnog ugleda Republike Hrvatske, te osvajanju 2. mjesta na 21. Svjetskom nogometnom prvenstvu u Ruskoj Federaciji.[5]

### Klupska
Red Bull Salzburg
- Austrijska Bundesliga (4): 2014./15., 2015./16., 2016./17., 2017./18.
- Austrijski kup (3): 2014./15., 2015./16., 2016./17.

### Reprezentativna
- Svjetsko prvenstvo: 2018. (2. mjesto)[6]

## Vanjske poveznice

### Sestrinski projekti
|  | Zajednički poslužitelj ima još gradiva o temi Duje Ćaleta-Car |

### Mrežna sjedišta
- Profil, Hrvatski nogometni savez
- Profil, Transfermarkt (engl.)